# Carex opaca
Carex opaca là một loài thực vật có hoa trong họ Cói. Loài này được (F.J.Herm.) P.Rothr. & Reznicek mô tả khoa học đầu tiên năm 2001.